# Kongl. Vetenskaps Academiens Handlingar
Kongl. Vetenskaps Academiens Handlingar (abreviado Kongl. Vetensk. Acad. Handl.) fue una revista con descripciones botánicas que fue editada en Suecia, desde los años 1757 a 1779 y de 1813-1854. Durante los años 1780-1812 aparece como Kongl. Vetens. Acad. Nya Handl..